# Амірабад (Зарандіє)
Амірабад (перс. اميراباد) — село в Ірані, у дегестані Алішар, у бахші Харкан, шахрестані Зарандіє остану Марказі. За даними перепису 2006 року, його населення становило 228 осіб, що проживали у складі 54 сімей.

## Клімат
Середня річна температура становить 9,65 °C, середня максимальна – 27,65 °C, а середня мінімальна – -12,17 °C. Середня річна кількість опадів – 255 мм.
| Клімат поселення                              | Клімат поселення | Клімат поселення | Клімат поселення | Клімат поселення | Клімат поселення | Клімат поселення | Клімат поселення | Клімат поселення | Клімат поселення | Клімат поселення | Клімат поселення | Клімат поселення | Клімат поселення |
| Показник                                      | Січ.             | Лют.             | Бер.             | Квіт.            | Трав.            | Черв.            | Лип.             | Серп.            | Вер.             | Жовт.            | Лист.            | Груд.            |                  |
| Середній максимум, °C                         | 4,51             | 6,45             | 9,46             | 16,41            | 21,56            | 26,92            | 27,65            | 27,59            | 23,36            | 17,91            | 11,55            | 6,02             |                  |
| Середня температура, °C                       | −3,82            | −1,89            | 1,10             | 8,06             | 13,22            | 18,59            | 22,06            | 21,99            | 17,77            | 12,32            | 5,96             | 0,40             |                  |
| Середній мінімум, °C                          | −12,17           | −10,23           | −7,25            | −0,28            | 4,88             | 10,24            | 16,46            | 16,39            | 12,17            | 6,73             | 0,36             | −5,2             |                  |
| Норма опадів, мм                              | 30               | 33               | 48               | 41               | 34               | 5                | 2                | 1                | 0                | 11               | 20               | 30               |                  |
| Середньомісячна швидкість вітру, м/с          | 1.23             | 1.94             | 2.93             | 3.04             | 2.55             | 2.35             | 2.34             | 2.24             | 2.10             | 1.98             | 1.76             | 1.41             |                  |
| Середньомісячна сонячна радіація, кДж/м²·день | 8808             | 11618            | 14177            | 17737            | 21848            | 26424            | 26017            | 23539            | 20131            | 14527            | 10504            | 8484             |                  |
| --------------------------------------------- | ---------------- | ---------------- | ---------------- | ---------------- | ---------------- | ---------------- | ---------------- | ---------------- | ---------------- | ---------------- | ---------------- | ---------------- | ---------------- |
| Джерело:                                      |                  |                  |                  |                  |                  |                  |                  |                  |                  |                  |                  |                  |                  |